# Epipaschia furseyalis
Epipaschia furseyalis är en fjärilsart som beskrevs av William Schaus 1922. Epipaschia furseyalis ingår i släktet Epipaschia och familjen mott. Inga underarter finns listade i Catalogue of Life.